# Попов, Николай Михайлович (психиатр)
Никола́й Миха́йлович Попо́в (1854—1939) — врач-психиатр, профессор психиатрии Казанского, Варшавского, Новороссийского и Софийского университетов.

## Биография
Сын священника Вятской губернии, учился в Вятской гимназии (1873) и Императорской медико-хирургической академии, которую окончил в 1877 году.
В конце 1873 года принимал участие в организации революционного «кружка самарцев», в состав которого вошёл в январе 1874 года. Осенью того же года наладил связи с другими кружками в Санкт-Петербурге. Арестован в том же 1874 году, привлечён к дознанию по «делу о пропаганде в империи». 5 мая 1877 передан суду особого присутствия Сената (Процесс ста девяноста трёх). 23 июня 1878 года оправдан. Подвергнут гласному надзору с воспрещением отлучек от избранного места жительства. В 1878 году стал врачом лейб-гвардии Финляндского полка в Санкт-Петербурга. В декабре того же года освобождён от надзора.
Изучал душевные болезни в клинике профессора Мержеевского, где написал докторскую диссертацию: «Материалы к учению об остром миелите токсического происхождения» (диссертация, 1882), потом служил ординатором в больнице Св. Николая Чудотворца.
В 1888 году получил профессуру в Варшавском университете. В 1894 году переехал в Казань, профессор психиатрии Казанского университета.
С 1895 года Попов, совместно с профессором Бехтеревым, редактировал журнал «Неврологический Вестник».
В 1897 году Попов издал лекции по общей психопатологии.

## Публикации
Напечатал несколько десятков статей по различным вопросам психиатрии и по патологической анатомии центральной нервной системы в специальных журналах, в том числе:
- «Основные положения современной психиатрии» («Архив Психиатрии», 1888, т. XII),
- «Об изменениях нервных элементов центральной системы при собачьем бешенстве» (Варшава, 1890),
- «Сновидения и помешательство» (Варшава, 1890),
- «Патолого-анатомические изменения центральной нервной системы при азиатской холере» (Варшава, 1893),
- «Роль и значение психиатрии в современной науке и жизни» («Неврологический вестник», (1894),
- «Материалы к патологической анатомии душевных заболеваний» (Казань, 1896),
- «Патолого-анатомические изменения головного мозга при остром бреде» («Неврологический Вестник», 1897).